# William Holmes (homme politique)
William "Billy" Holmes (2 avril 1779 - 26 janvier 1851) est un homme politique irlandais  conservateur au Royaume-Uni qui est député pendant 28 ans.

## Biographie
Il est né dans le comté de Sligo, le fils de Thomas Holmes de Farmhill, un brasseur, et de sa femme Anne Phibbs, fille de Harlow Phibbs. Il s'inscrit en 1795 au Trinity College de Dublin, mais n'obtient pas de diplôme. Officier de l'armée, il est secrétaire de Sir Thomas Hislop, 1er baronnet avec le grade de capitaine, aux Antilles, de 1803 à 1807. Se retirant de l'armée en 1807, il se marie et entre au Parlement en 1808, en tant que député de Grampound.
Holmes est responsable du parti et whip en chef à la Chambre des communes d'environ 1818 jusqu'à ce que son siège (pour le Bourg pourri de Haslemere) soit aboli par le Great Reform Act de 1832. Il a également représenté auparavant plusieurs autres circonscriptions. Dans la dédicace à son roman The Member: An Autobiography (1832), l'écrivain écossais John Galt rend un hommage sardonique à son habile dispensation de favoritisme politique. Après le Reform Act, Holmes quitte la Chambre des communes pendant cinq ans, mais est réélu en 1837 en tant que député de Berwick-upon-Tweed.
Holmes est également trésorier de l'Ordnance de 1818 à 1831.
Il épouse Helen Tew, Lady Stronge (1769–1852), veuve de James Stronge, 1er baronnet de l'abbaye de Tynan, comté d'Armagh, Irlande (1750–1804).
Holmes est décédé en 1851 à l'âge de 71 ans et est enterré au Cimetière de Brompton, Londres.